# NGC 887
NGC 887 is een balkspiraalstelsel in het sterrenbeeld Walvis. Het hemelobject werd op 30 december 1785 ontdekt door de Duits-Britse astronoom William Herschel.

## Synoniemen
- PGC 8868
- MCG -3-7-1
- IRAS02171-1617